# Magnolia officinalis
Magnolia officinalis är en magnoliaväxtart som beskrevs av Alfred Rehder och Ernest Henry Wilson. Magnolia officinalis ingår i släktet Magnolia och familjen magnoliaväxter.

## Underarter
Arten delas in i följande underarter:
- M. o. biloba
- M. o. officinalis

## Bildgalleri

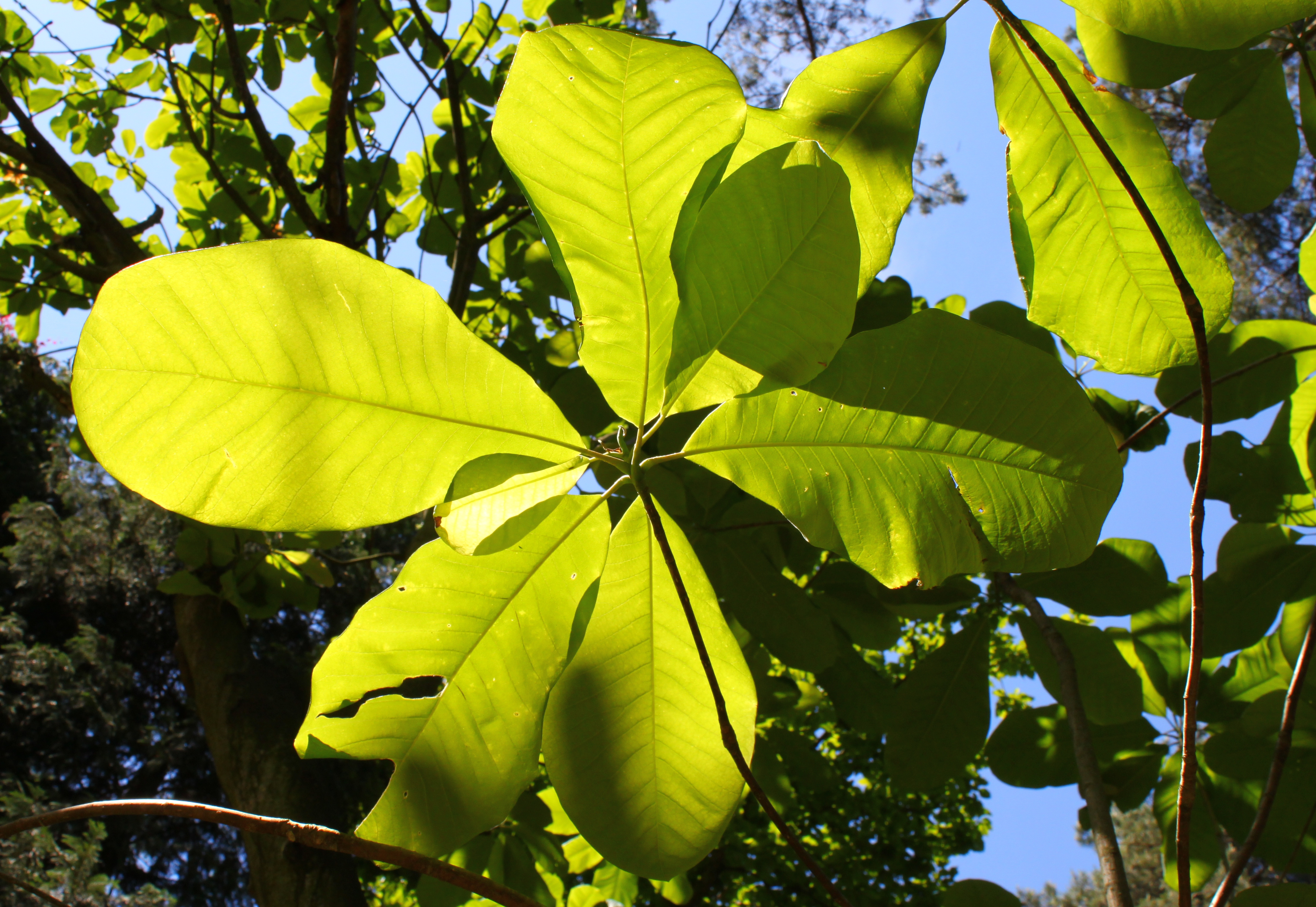
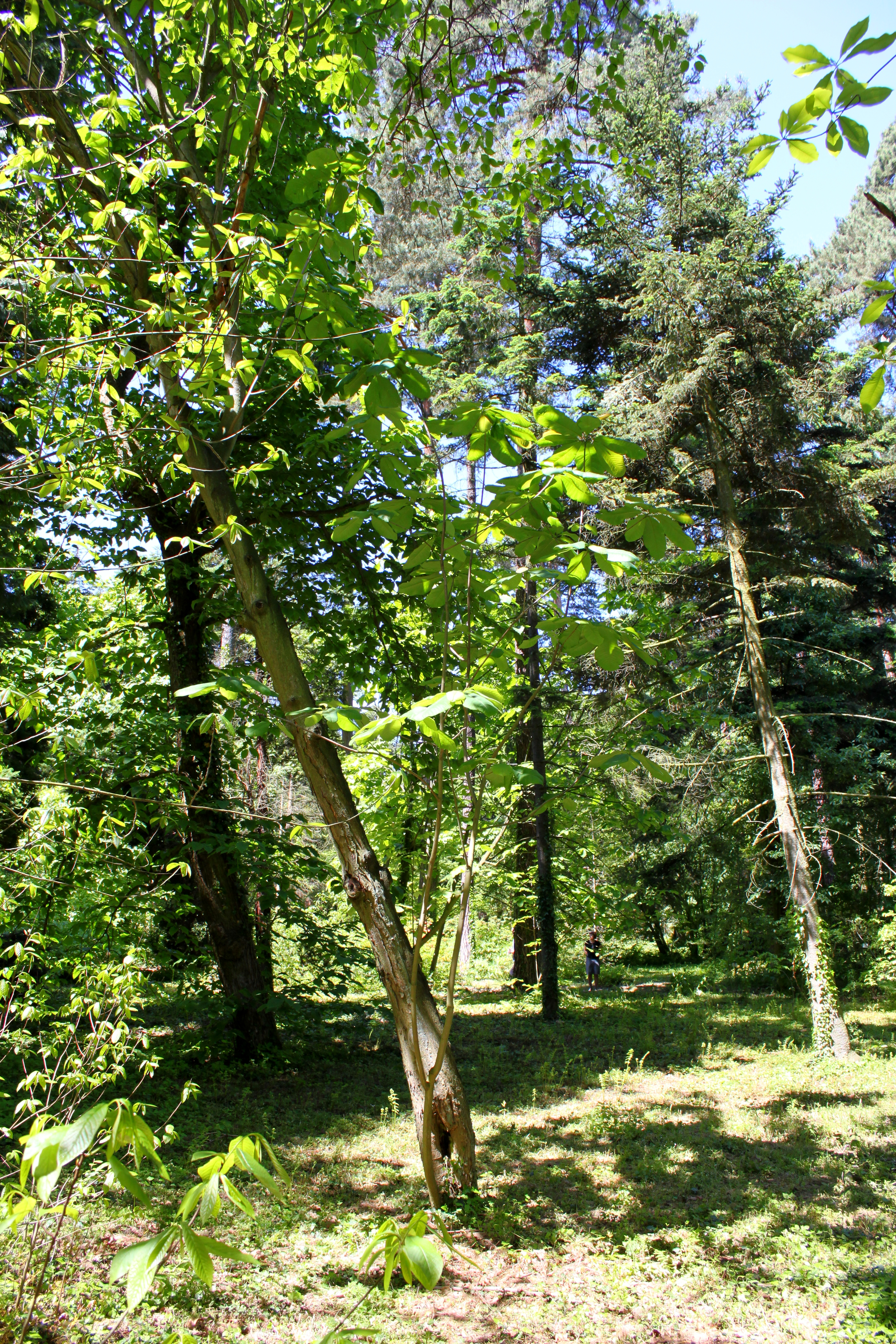
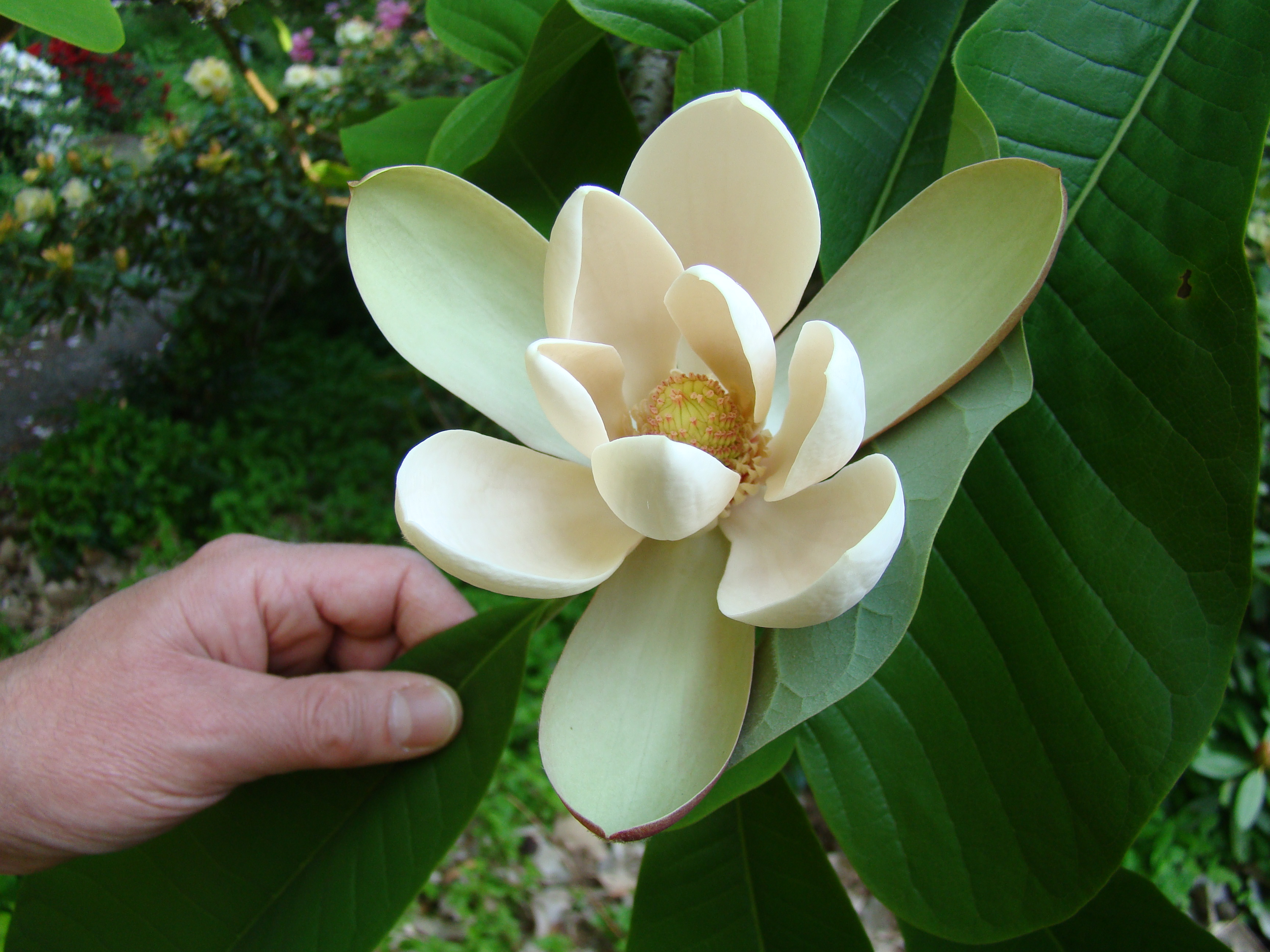